# Tre mesi dopo
Tre mesi dopo è una commedia in un atto unico scritta da Eduardo De Filippo nel 1934 e rappresentata il 4 febbraio dello stesso anno al teatro Sannazzaro di Napoli con la compagnia teatrale "Teatro umoristico i De Filippo". Si tratta del seguito de L'ultimo Bottone, commedia sempre in un atto unico del 1932 dello stesso drammaturgo, ispirata a I milioni dello zio Petrof di Pedro Muñoz Seca.
Il testo non è mai stato pubblicato ed è andato perduto. La ricostruzione della trama è stata dunque possibile unicamente dalle recensioni dell'epoca.

## Trama
I protagonisti sono sempre gli stessi de L'ultimo bottone, Giacomo e Carlino. I due vengono in possesso di alcune lettere compromettenti di una signora la quale viene prontamente ricattata per la somma di cinquemila lire. Vengono scoperti dal geloso marito e, per impedire che le lettere vadano in mano sua, creano una serie di equivoci fino a consegnarsi senza volerlo, sempre per colpa del maldestro Carlino, nelle mani delle forze dell'ordine.